# Rezolucija Vijeća sigurnosti UN-a 713
Rezolucija Vijeća sigurnosti UN-a 713 je bila Rezolucija Vijeća sigurnosti UN-a koju je Vijeće sigurnosti Ujedinjenih naroda usvojilo 25. rujna 1991. godine. 
Donesena je na sastanku br. 3009. Za ovu rezoluciju glasovalo je svih 15 članica VS UN, pet stalnih (Ujedinjeno Kraljevstvo, Francuska, SSSR, Kina, SAD) i deset nestalnih članica (Austrija, Belgija, Obala Bjelokosti, Kuba, Ekvador, Indija, Rumunjska, Jemen, Zair i Zimbabve).

## Opis
Rezolucijom je odlučeno uvesti embargo na uvoz svih vrsta oružja i vojne opreme u SFRJ. Odluka je donesena u teškom vremenu za Hrvatsku koja je bila u najžešćem dijelu rata (rujanski rat).

## Vanjske poveznice
| Wikizvor | Engleski Wikizvor ima izvorni tekst na temu: United Nations Security Council Resolution 713 |

- Security Council Resolutions 1991 - un.org (engl.)
- (eng.) How Britons helped Milosevic
- (eng.) Serbian Telecom affaire Milosevic, Hurd, Prodi, Di Stefano, Italian Telekom, Nat West Capital Bank, Kosovo war[neaktivna poveznica]
- (eng.) Brendan Simms: "Unfinest Hour: Britain and the Destruction of Bosnia"